# تونكو داود
السلطان داود معظم شاه الأول ابن السلطان أحمد معظم شاه الأول (توفي في 1246 هـ / 31 يناير 1831م) هو السلطان السادس لترغكانو وابن السلطان أحمد شاه الأول، أمه تنجكو بولاغ ابنة راجا سياك. حكم في يناير 1831.
توفي في 31 يناير 1831 ودفن في قبر بايا بونجا (المعروف الآن باسم قبر الشيخ إبراهيم) وخلفه أخوه الأصغر السلطان عمر بن السلطان أحمد شاه الأول.